# Звериная ярость
«Звериная ярость» (англ. Primal; дословно — «Первобытный») — американский боевик фильм режиссёрса Ника Пауэлла. Фильм был снят в Пуэрто-Рико и выпущен в США 8 ноября 2019 года. Цифровой релиз в России состоялся 24 декабря 2019 года.

## Сюжет
Фрэнк Уолш — опытный охотник на крупную дичь, специализирующийся на редких и опасных видах. Недавно он поймал чрезвычайно редкого белого ягуара в тропических лесах Бразилии и теперь ожидает продать его зоопарку за целое состояние. Фрэнк заказывает судно, чтобы доставить ягуара вместе с другими животными в США. Однако властям также необходимо, чтобы судно доставило печально известного убийцу, которого нужно предать суду, и которого по медицинским причинам нельзя перевозить самолётом. По пути в США преступник освобождается и выпускает опасных животных и ядовитых змей.

## В ролях
| Актёр                   | Роль                       |
| ----------------------- | -------------------------- |
| Николас Кейдж           | Фрэнк Уолш                 |
| Фамке Янссен            | Доктор Эллен Тейлор        |
| Кевин Дюранд            | Ричард Лоффлер             |
| Майкл Империоли         | Пол Фрид                   |
| ЛаМоника Гаррет         | Джон Рингер                |
| Том Уокер               | Форрест                    |
| Джон Льюис              | Харрисон                   |
| Сьюэлл Уитни            | Скадди                     |
| Рей Эрнандес            | Приттимэн                  |
| Джозеф Оливейра         | Альфонсо Диас              |
| Браулио Кастильо мл.    | Капитан Моралес            |
| Джейм Айризэрри         | Доминик Дельгадо шеф-повар |
| Леон Эндрю Джозеф       | Джером                     |
| Джереми Назарио         | Рафаэль                    |
| Дрэйк Шеннон            | Миллер                     |
| Дэниэл Салинас Гонсалес | Барнетт                    |
| Себастьян Васкес        | Шелтон                     |
| Пабло Туфино            | Диего                      |
| Брайан Тестер           | Капитан Делани             |